# Mafumafu
Mafumafu（日语：まふまふ，1991年10月18日—），日本男歌手、唱見及创作歌手，Vtuber事務所「Neo-Porte」的創立人之一。除個人活動之外，亦同歌手SORARU組成音樂组合“After the Rain”，並擔任其作詞、作曲、編曲。Mafumafu的音域廣及5個八度（G♭2-E♭6-C8），可以發出由低音域至與VOCALOID媲美之高音域。Mafumafu之影片於YouTube被觀看超过2,318,640,251次。
Mafumafu會演奏吉他、貝斯和鋼琴，亦會獨自歌唱、作詞、作曲、編曲、演奏、混音、母帶處理。他亦爲遊戲、動畫作品及其他音樂家提供樂曲。

## 經歷
Mafumafu由2010年開始在niconico動畫上活動。他喜歡聽包括電子音樂在内的多種音樂。他用音樂表現難以傳達的心情，亦稱此為音樂的魅力。他亦不斷積纍表達方式、詞匯、比喻與經驗，並用於詞曲的寫作。Mafumafu主要於影片分享網站作爲翻唱歌手發佈之翻唱及原創音樂作品，亦會製作專輯。他在早期製作過的《夢色信號》（日语：夢色シグナル）、《刹那色症候群》 （日语：刹那色シンドローム）、《暗色夜間游行》（日语：闇色ナイトパレード）專輯，現已難以購買。亦用SORARU×Mafumafu之名義發佈過兩張專輯。
現以niconico動畫、niconico直播為中心活動，與同爲唱見的SORARU、天月、Uratanuki、隔壁的坂田。、luz及遊戲實況者Kiyo等人密切交往，有時亦會合作投稿視頻。。此外亦參加Live、夏季Comic Market等活動。
2014年3月7日，投稿了與唱見SORARU的初次合作翻唱曲《海百合海底譚》（日语：ウミユリ海底譚），4月26日與唱見SORARU合作的專輯《After Rain Quest》（日语：アフターレインクエスト）發售。同年11月25日在YouTube建立個人頻道“Mafumafu Channel”。
2015年8月15日以SORARU×Mafumafu的名義發售《Pre-Rhythm Arch》（日语：プレリズムアーチ），9月11日在Youtube頻道初次投稿，投稿曲為《鏡花水月》。
2016年1月8日，Mafumafu宣佈與SORARU組成樂隊“After the Rain”，並於4月13日以“After the Rain”為名義發售首張專輯《Kuro Crest Story》（日语：クロクレストストーリー）。此專輯主要由Mafumafu作曲編曲，他稱於作曲時已充分考慮到雙方的音域，作品可以兼顧享受音樂樂趣同發揮雙方長處。該專輯於Oricon公信榜獲得第2名。
2017年1月15日到2月5日，Mafumafu首次舉行个人巡回演唱会。4月12日與SORARU發佈專輯《解讀不能》，《逆時針》（日语：アンチクロックワイズ）兩張專輯。5月7日，他主辦“家裏蹲也要辦Fes”，同SORARU、天月、浦島坂田船、Luz、un:c、araki、nqrse、kradness共同演出。10月18日，他發表以對終點的想象爲主題之專輯《明日色世界終結》（日语：明日色ワールドエンド），該專輯於12月8日被日本唱片協會評爲黃金唱片。
2018年，以After the Rain的名義發售同SORARU的合作之專輯《受邀旅人》（日语：イザナワレトラベラー），該專輯在10月10日被日本唱片協會評爲黃金唱片。同年12月4日於中國大陸視頻網站bilibili開設官方頻道，在新浪微博設立官方微博。
2019年3月13日，Mafumafu參加迪士尼官方翻唱專輯《Connected to Disney》的演出，並擔任專輯的製作。6月22日，在西武巨蛋舉行個人演唱會，有3.5萬人參加。7月發佈獨自製作之動漫獵獸神兵(第一季)的OP樂曲《犧牲》（日语：サクリファイス）。在8月1日日本電視臺「ZIP!」節目中登場，該節目從多方面介紹了Mafumafu。10月16日以A-Sketch為唱片公司發表專輯《神樂色人造藝品》（日语：神楽色アーティファクト），專輯收錄20首歌曲，於Oricon公信榜獲得第二名。10月19日，日本NHK電視臺播映Mafumafu同YoutuberHIKAKIN共同出演之特別節目《從家裏蹲到巨蛋 網絡時代的先驅者・Mafumafu》。節目詳細介紹Mafumafu之創作經歷，創作理念，世界觀等内容，並于11月18日重播。11月7日，由Mafumafu擔任作詞作曲編曲，After the Rain演唱的歌曲《1・2・3》，作為動畫劇集精靈寶可夢之主題曲，於東京電視台開播。
2020年2月16日，被助手发现於自家客廳倒臥昏迷。后乘計程車前往医院治疗，診斷結果為心原性暈厥，休養之後已無大礙。
原定於2020年3月25日在東京巨蛋舉行的個人演唱會，因應2019冠状病毒病疫情而中止。
於2021年5月5日在東京巨蛋舉行的個人線上演唱會，是史上首個全世界都能免費觀看的東京巨蛋線上演唱會，於Mafumafu的YouTube主頻道上直播。
2021年11月19日，宣布首次參加12月31日舉行的第72回NHK紅白歌合戰，12月21日宣布演唱歌曲為《被生命所厭惡。》。
2022年6月5日，宣布因身體健康問題，決定無期限休止網路活動。
2023年6月9日，在直播中宣布活动再开。

## 軼事
- 有作爲其守護神的晴天娃娃“Mafuteru”。一些畫師亦會用“Mafuteru”的名義擔任PV及插圖之製作[43]。
- Twitter用戶名“uni_mafumafu”中的"uni"來源於海產物海膽的日文。[44]
- mafumafu喜歡貓，但和SORARU一起去貓咪咖啡廳時才知道自己對貓過敏[45]。現在養了兩隻貓，貓名分別為iroha（日语：いろは）[46]和poteto（日语：ぽてと）[47]。
- 有時會同歌手SORARU、Uratanuki、隔壁的坂田。一起玩遊戲，並上載實況影片。四人合稱為“SORAMAFUURASAKA（日语：そらまふうらさか）”。

## 外部連結
- まふまふ Official Website （页面存档备份，存于）
- 『ひきこもりでもLIVEがしたい！～明日色ワールドエンド発売記念公演～』公演特設網站 （页面存档备份，存于）
- After the Rain(そらる×まふまふ) NBCUniversal OFFICIAL SITE （页面存档备份，存于）
- まふまふ的X（前Twitter）
- まふてる的X（前Twitter）
- まふりすと （页面存档备份，存于） - niconico公開清單
- YouTube上的まふまふちゃんねる頻道
- mafumafu的b站頻道 （页面存档备份，存于）
- mafumafu的微博（页面存档备份，存于）
- 晴れときどきまふまふ （页面存档备份，存于） - Ameba官方部落格